# Schule an der Schmidtstraße
Die Gebäude Schule an der Schmidtstraße in Bremen, Stadtteil Östliche Vorstadt, Ortsteil Steintor, Schmidtstraße 9/10, entstanden als Vorderhaus 1854 nach Plänen von Baudirektor Alexander Schröder und als Hintergebäude von 1864 nach Plänen von Johann Diedrich Dunkel. 
Das gesamte Schulgelände steht seit 1984 als Gesamtanlage unter Bremer Denkmalschutz.

## Geschichte

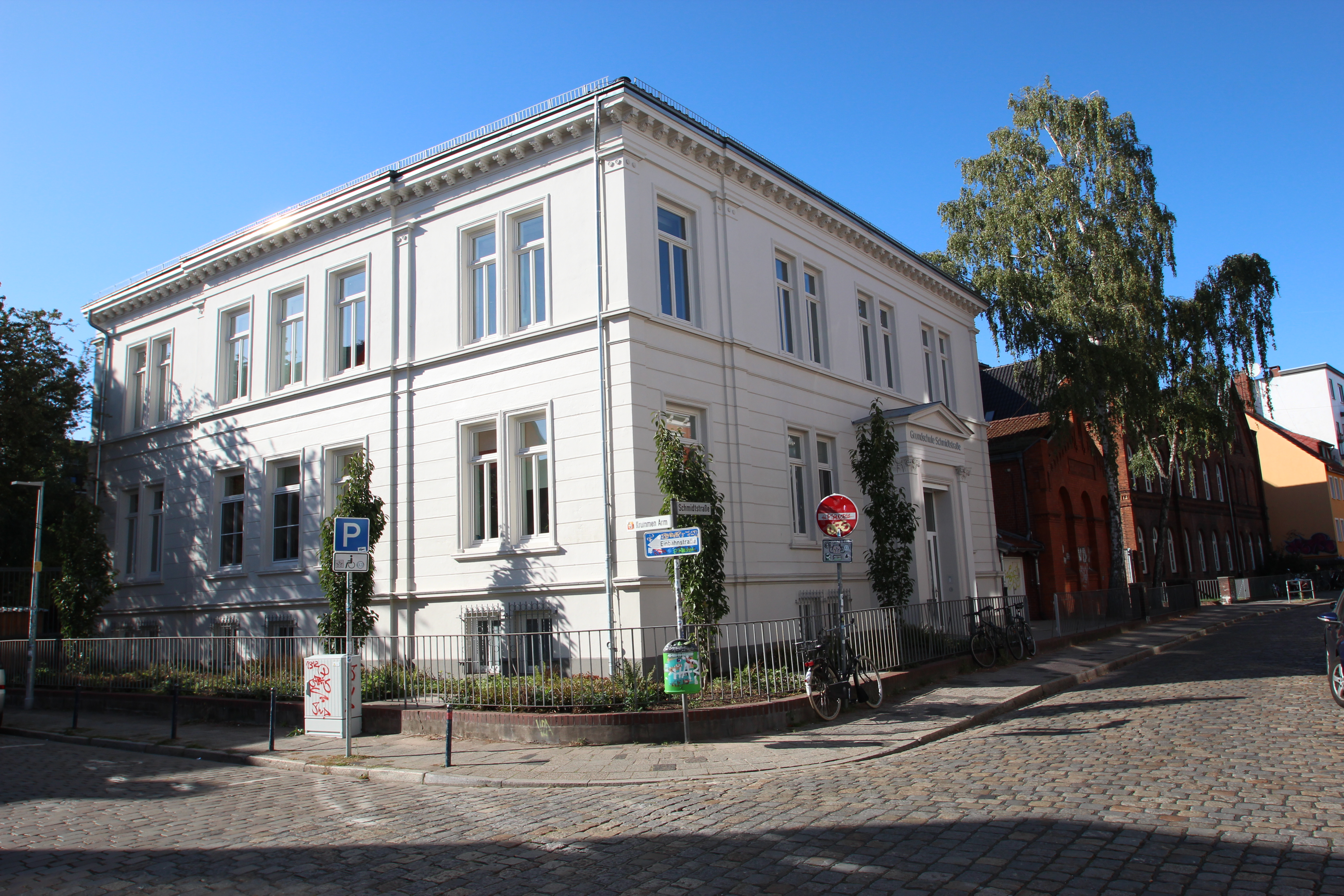
Ehemaliges St.-Nicolai-Witwenhaus

Schulgeldfreie Freischulen für Knaben wurden im Bremer Schulwesen nach der 1844 erfolgten Einführung der allgemeinen Schulpflicht gebaut. Diese Schule war die erste staatliche  Schule in Bremen, in der kein Schulgeld entrichtet werden musste. 
Das verklinkerte, zweigeschossige, vordere Gebäude der Freischule als achtklassiges Doppelschulhaus mit einem Satteldach wurde 1854 in der Epoche des späten Klassizismus im historisierenden Stil erbaut. In der Doppelschule wurden strikt getrennt 162 Jungen und 180 Mädchen unterrichtet. 1864 folgte das hintere Gebäude mit vier Klassenräumen nach Plänen von Dunkel. Von 1858 bis 1869 war August Kippenberg Leiter dieser Schule. Da es in Bremen keine geregelte Ausbildung für angehende Lehrerinnen gab, gründete Kippenberg 1859 ein privates Lehrerinnenseminar, und betrieb es neben seiner festen Tätigkeit. Von 1869 bis 1897 war die Schule auch Übungsschule für das Lehrerseminar an der Kreftingstraße.  
1870 kam das St.-Nicolai-Witwenhaus hinzu, vermutlich auch von Dunkel entworfen. 1886 (lt. Schwarzwälder 1878) erfolgte eine Aufstockung des Vorderhauses und 1890 der Bau einer Turnhalle. 700 bis 800 Schüler gab es zu dieser Zeit an der Schule. 
Die Schülerzahl dieser Volksschule nahm nach 1921 stark ab und belief sich 1925 auf 362, die in 12 Klassenverbänden unterrichtet wurden. Von 1943 bis 1945 waren alle Kinder in der Kinderlandverschickung. Das 1944 bombengeschädigte hintere Gebäude wurde  abgerissen. Eine neue Turnhalle kam 1981.
2018 befand sich im Gebäude die zweizügige Grundschule mit 181 Schülerinnen und Schülern in acht Klassen. Ab der 3. Klasse werden Englisch und Spanisch als Fremdsprachen angeboten.